# Johannes Tobler (Unternehmer)
Johannes Tobler (* 16. März 1838 in Teufen; † 1. Januar 1915 ebenda; heimatberechtigt in Teufen) war ein Textilunternehmer und Politiker aus dem Kanton Appenzell Ausserrhoden.

## Leben
Johannes Tobler war der Sohn des Martin Tobler, Textilfabrikant und der Anna Müller. Er heiratete 1860 Karoline Grubenmann, Tochter von Daniel Grubenmann, Arzt und Ratsherr. Er besuchte die Primarschule und nahm Privatunterricht in Teufen. 1855 bildete er sich in Genf weiter. Er machte eine Ausbildung in der väterlichen Weberei und Grobstickerei. Tobler übernahm das Unternehmen und wandelte es 1870 zusammen mit seinem Schwager Ulrich Zürcher in eine mechanische Stickerei um. Damit gehörten sie zu den Pionieren der mechanischen Stickerei im Appenzellerland. Seine Söhne führten die Firma bis 1932 weiter. Zudem betrieb Tobler nebenher Landwirtschaft und war Preisrichter bei den kantonalen Viehschauen. Er amtierte von 1863 bis 1864 und von 1866 bis 1868 als Ratsherr in Teufen. Von 1865 bis 1868 war er Mitglied im Ausserrhoder Grossrat und von 1868 bis 1874 war er Teil des kleinen Rates. Tobler fungierte von 1873 bis 1877 als Oberrichter. Von 1886 bis 1890 war er als Ausserrhoder Kantonsrat tätig und  abschliessend war er von 1893 bis 1894 Regierungsrat.